# オーラ・スヴェンソン
オーラ・スヴェンソン（Ola Svensson、1986年2月23日 - ）は、 スウェーデンの男性歌手、シンガーソングライターである。オーラ(Ola)名義で活動している。

## 略歴
スウェーデン南部スコーネ県のルンド出身。彼の友人の勧めによって2005年に行われたオーディション音楽番組アイドルシーズン2に出場し、総合第8位の成績を収めた。それを受けすぐにプロデューサーのジョナス・サイードによってレコード契約が行われ、2006年に発売したデビューアルバム「ギヴン・トゥー・フライ」はスウェーデン国内チャートで1位を記録した。ユニバーサル・ミュージックと契約した後、発売したシングルはチャート1位を6回達成している。
2008年には4万枚を売り上げダブルプラチナを記録した彼のシングル曲「フィールグッド」がスウェーデンの音楽賞であるロックビョルネン賞の14部門にノミネートされ年間のベストソング賞を受賞、グラミー賞にもノミネートされた。
2009年の秋には故郷ルンドから彼を主宰とした男性合唱団チーム・オーラを結成し、TV4の番組コースラゲット(「合唱」の意)に参加、優勝した彼は難民チャリティー組織に50万スウェーデン・クローナ(約5万ポンド)を寄付した。
ユーロビジョン・ソング・コンテストのスウェーデン国内代表を決めるメロディーフェスティバーレンには2008年と2010年の2回出場した。2008年は「ラヴ・イン・ステレオ」を歌い地区予選第4位で通過しセカンドチャンスに進出したものの敗退、2010年は「アンストッパブル」を歌い地区予選第2位で通過し決勝に進出、第7位に終わった。
2010年には自身のレコードレーベルであるオリニホ・レコーズを設立。イギリスの3ビート・レコーズやアメリカ合衆国のウルトラ・レコーズを含むいくつかの国のレコード会社と契約を結び、同年に発売された「オール・オーヴァー・ザ・ワールド」はイギリス他アメリカ・南アフリカ・ロシア・ポーランド・スペイン・トルコなどでヒットし、国際的な成功を掴む足がかりとなった。2014年にはソチオリンピックのステージでのパフォーマンスを依頼された。その際、ロシアで制定された反LGBT法に抗議するため、虹色のネックレスを着用してパフォーマンスを行った。
現在、彼はヨーロッパ全土においてソニー・ミュージックとの販売契約を維持している。2013年から2014年にかけてはスウェーデン・ロシア・イタリアなどのヨーロッパ各国でライブを行った。

## 人物
2人のエルサルバドル出身の養子の兄がいる。彼らはスヴェンソンの2枚目のシングル曲「ブラザーズ」の題材になっている。5歳からピアノを始め、9歳の時から故郷ルンドの少年合唱団に参加していた。11歳の時にはマルメ市立劇場でオペラ「魔笛」の主演を果たした。また大のサッカーファンである。10代の頃にはサッカークラブでサッカーをしていた経験があり、ヴァサルンドIFに移る以前は長い間トレッレボリFFに所属していた有望なジュニア選手だった。

## ディスコグラフィー

### アルバム
| 年   | アルバム                                                                               | 最高順位 |
| 年   | アルバム                                                                               | SWE      |
| ---- | -------------------------------------------------------------------------------------- | -------- |
| 2006 | ギヴン・トゥー・フライ (Given to Fly)                                                  | 1        |
| 2007 | グッド・イナフ (Good Enough)                                                           | 6        |
| 2008 | グッド・イナフ - ザ・フィールグッド・エディション (Good Enough - The Feelgood Edition) | 2        |
| 2010 | オーラ (Ola)                                                                           | 3        |
| 2014 | ケアレスリー・ユアーズ (Carelessly Yours)                                              | 4        |

### シングル
| 年   | シングル                                                                             | 最高順位 | 最高順位 | 最高順位 | 最高順位 | 備考 | アルバム                                          |
| 年   | シングル                                                                             | SWE      | GER      | ITA      | TUR      | 備考 | アルバム                                          |
| ---- | ------------------------------------------------------------------------------------ | -------- | -------- | -------- | -------- | --- | ------------------------------------------------- |
| 2006 | レイン (Rain)                                                                        | 1        | —        | —        | —        | | ギヴン・トゥー・フライ                            |
| 2006 | ブラザーズ (Brothers)                                                                | 4        | —        | —        | —        | | ギヴン・トゥー・フライ                            |
| 2007 | ナタリー (Natalie)                                                                   | 1        | —        | —        | —        | - SWE: プラチナ | グッド・イナフ                                    |
| 2007 | エス・オー・エス (S.O.S.)                                                            | 1        | —        | —        | —        | - SWE: ゴールド | グッド・イナフ                                    |
| 2008 | ラヴ・イン・ステレオ (Love in Stereo)                                                | 2        | —        | —        | —        | - SWE: ゴールド | グッド・イナフ - ザ・フィールグッド・エディション |
| 2008 | フィールグッド (Feelgood)                                                            | 2        | —        | —        | —        | - SWE: プラチナ×2 | グッド・イナフ - ザ・フィールグッド・エディション |
| 2009 | スカイズ・ザ・リミット (Sky's the Limit)                                             | 1        | —        | —        | —        | - SWE: ゴールド | (アルバム未収録)                                  |
| 2010 | アンストッパブル(ザ・リターン・オブ・ナタリー) (Unstoppable (The Return of Natalie)) | 1        | —        | —        | 94       | - SWE: プラチナ トルコでチャート入り                                                                                         | オーラ                                            |
| 2010 | オーヴァー・ドライヴ (Overdrive)                                                     | 1        | —        | —        | —        | - SWE: ゴールド | オーラ                                            |
| 2010 | オール・オーヴァー・ザ・ワールド (All Over the World)                                | 3        | —        | —        | 21       | - SWE: ゴールド ビルボードダンスチャート入り(#36)イギリス・南アフリカ・ロシア・ポーランド・スペイン・トルコでヒット          | オーラ                                            |
| 2011 | リオット (Riot)                                                                      | 3        | —        | —        | —        | | オーラ                                            |
| 2012 | アイム・イン・ラヴ (I'm in Love)                                                     | —        | 45       | 4        | 11       | - ITA: プラチナ×2 スウェーデンのiTunesで1位 オーストリアでチャート入り (#60) トルコでチャート入り (#11) 汎ヨーロッパでヒット | ケアレスリー・ユアーズ                            |
| 2013 | メイビー (Maybe)                                                                     | —        | —        | —        | 20       | トルコでチャート入り | ケアレスリー・ユアーズ                            |
| 2013 | ジャッキー・ケネディー (Jackie Kennedy)                                              | —        | —        | 32       | —        | 汎ヨーロッパでヒット | ケアレスリー・ユアーズ                            |
| 2013 | トゥナイト・アイム・ユアーズ (Tonight I'm Yours)                                     | —        | —        | —        | —        | スウェーデンとイタリアでヒット                                                                                               | ケアレスリー・ユアーズ                            |
| 2014 | リッチ・アンド・ヤング (Rich & Young)                                                | —        | —        | —        | —        | イタリアでヒット | ケアレスリー・ユアーズ                            |
| 2014 | ディス・クッド・ビー・パラダイス (This Could Be Paradise)                            | —        | —        | —        | —        | ロシアでヒット | (アルバム未収録)                                  |

### コラボレーション
| 年   | 人物                                 | シングル                                                  | 最高順位 | 備考 |
| ---- | ------------------------------------ | --------------------------------------------------------- | -------- | --- |
| 2007 | モリー・サンデン                     | "ドゥ・エア・ムシーケン・イ・メイー(Du är musiken i mig)" | 21       | ハイスクール・ミュージカルの挿入歌、ユー・アー・ザ・ミュージック・イン・ミー(You Are the Music in Me)のスウェーデン語版 |
| 2010 | モハメド・アリ＆エンドレ・ノーヴィク | "ファイア(Fire)"                                          | —        | キャンプ・ロック・2(Camp Rock 2)の"ファイア"のスカンジナビア版                                                          |